# ولموندا
ولموندا (به انگلیسی: Vellamunda) یک روستا در هند است که در Wayanad district واقع شده‌است.